# Olympische Jugend-Winterspiele 2016/Teilnehmer (Montenegro)
| Gelbes Symbol für Goldmedaillen mit stilisierten Olympischen Ringen | Graues Symbol für Silbermedaillen mit stilisierten Olympischen Ringen | Braundes Symbol für Bronzemedaillen mit stilisierten Olympischen Ringen |
| ------------------------------------------------------------------- | --------------------------------------------------------------------- | ----------------------------------------------------------------------- |
| —                                                                   | —                                                                     | —                                                                       |

Montenegro nahm an den Olympischen Jugend-Winterspielen 2016 in Lillehammer mit zwei Athleten in einer Sportart teil.

## Sportarten

### Ski Alpin
| Jungen            |              |             |     |                    |                    |                    |                    |
| Eldar Salihović   | Riesenslalom | 1:27,36 min | 39  | 1:29,33 min        | 34                 | 2:56,69 min        | 33                 |
| Eldar Salihović   | Slalom       | DNF         | DNF | nicht qualifiziert | nicht qualifiziert | nicht qualifiziert | nicht qualifiziert |
| Eldar Salihović   | Kombination  | DNF         | DNF | nicht qualifiziert | nicht qualifiziert | nicht qualifiziert | nicht qualifiziert |
| Mädchen           |              |             |     |                    |                    |                    |                    |
| Nadežda Milošević | Riesenslalom | 1:34,50 min | 37  | DNF                | DNF                | DNF                | DNF                |
| Nadežda Milošević | Slalom       | 1:06,84 min | 31  | 59,72 s            | 25                 | 2:06,56 min        | 26                 |